# Катаґамі

39°53′00″ пн. ш. 139°59′19″ сх. д. / 39.88333° пн. ш. 139.98861° сх. д.
Катаґа́мі (яп. 潟上市, かたがみし, МФА: [katagamʲi ɕi̥]) — місто в Японії, в префектурі Акіта.

## Короткі відомості
Розташоване в західній частині префектури, на березі Японського моря. Виникло на основі сільських поселень раннього нового часу. Засноване 22 квітня 2005 року шляхом об'єднання містечок Тенно, Іїтаґава, Сьова. Основою економіки є рибальство, виробництво електроприладів, комерція. Станом на 1 жовтня 2007 площа міста становила 97,96 км². Станом на 1 липня 2008 населення міста становило 35 260 осіб.